# Михаил Сапкас
Михаил А. Сапкас (на гръцки: Μιχαήλ Α. Σάπκας) е гръцки революционер, деец на гръцката въоръжена пропаганда в Македония, дългогодишен кмет на Лариса.

## Биография
Михаил Сапкас е роден в 1867 година или в 1873 година в битолското влашко село Магарево. По професия е лекар. Член е на Неа Филики Етерия на Анастасиос Пихеон в 1878 година. Премества се със семейството си в Лариса, след като влиза в конфликт с българските революционни комитети. Зет е на първенеца Ахилеас Логотатос. Основател е на гръцкото Македонско дружество в Лариса през 1901 година и един от основните организатори на изпращането на гръцките чети в Македония по време на така наречената Македонска борба.
След освобождението на града в 1912 година на няколко пъти е кмет на Лариса (1914, 1925, 1929, 1934). По време на управлението си завършва водоснабдяване и електрификацията на града, построява първите тротоари, нови училищни сгради, създава общинския театър, библиотека и музея на Лариса, изгражда Новия площад и реорганизира на болниците.
Умира в 1956 година.